# تشارلز فيرغسون هوي
تشارلز فيرغسون هوي هو عسكري كندي، ولد في 29 مارس 1914 في دنكان، كولومبيا البريطانية ‏ في كندا، وتوفي في 16 فبراير 1944 في ميانمار.